# ヤン・アッカーマン
ヤン・アッカーマン（Jan Akkerman、1946年12月24日 - ）は、オランダ出身のロックミュージシャン、ギタリスト。
1968年にデビュー。1970年代にはプログレッシブ・ロック・バンド「フォーカス」で活躍し、脱退後はソロで活動している。同国の代表的なギタリストの一人で、50年以上のキャリアを誇る。
Akkermanのオランダ語での発音は「アケルマン」に近い。 

## 来歴
アムステルダム出身。幼なじみのドラマーであるピエール・ファン・デル・リンデンと共に「ザ・フレンドシップ・セクステット」、「ジョニー・アンド・ヒズ・セラー・ロッカー」、で活動した後、1964年に「ジョニー・アンド・ザ・ハンターズ」を結成。1965年5月に「ザ・ハンターズ」として、ボブ・ディランの「ミスター・タンブリング・マン」のカバーをシングルとして発表した。
1968年8月に初のソロ・アルバム『タレント・フォー・セール』を発表。また、同年にカズ・ラックス、ファン・デル・リンデンらとブレインボックスを結成してアルバムを発表するが、一年足らずで離脱。1969年秋にタイス・ファン・レール（キーボード、フルート、ボーカル）が率いていたトリオ・タイス・ファン・レールに加入。彼の加入によってフォーカスが誕生した。

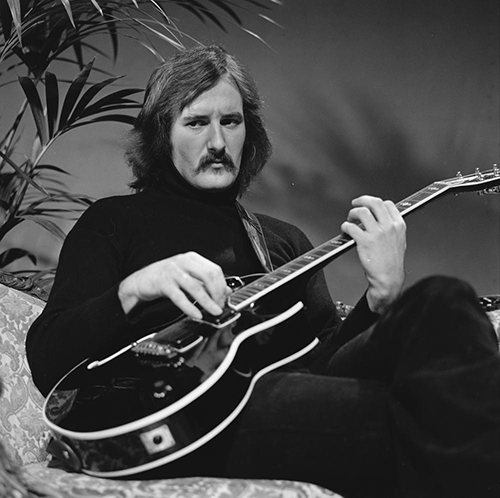
フォーカス在籍時代（1974年）

フォーカスは国際的な成功を収めたオランダのロック・バンドの最古参の一つであり、アッカーマンも、1973年にはイギリスの音楽雑誌『メロディ・メイカー』の読者投票で「世界一のギタリスト」に選ばれた。彼はフォーカスでの活動と並行してソロ活動も続け、アルバム『プロフィール』 （1972年）と『流浪の神殿』（1974年）で、アメリカのBillboard 200にチャート・インを果たしている。
1976年にフォーカスを脱退。同年、ブレインボックス時代の盟友ラックスとのコラボレーション・アルバム『エリ』を発表して、オランダのアルバム・チャートで最高4位を記録した。
1985年、フォーカス時代の盟友ファン・レールとのコラボレーション・アルバム『青い旅路』（原題：Focus）を発表。1980年代後半にはレイ・フェンウィックとコージー・パウエルを中心としたユニットであるフォースフィールドの『ザ・タリスマン』（1988年）と『トゥ・オズ・アンド・バック』（1989年）に参加した。
1990年4月20日、ファン・レール、ファン・デル・リンデン、ベルト・ライテルに合流してフォーカスの再結成に参加して、オランダのラジオ局Radio Veronicaの番組『Oud Van Goud』のためにアペルドールンのAmericahalで約40分間のライブ演奏を披露。この模様はテレビで放映された。
その後はフォーカスやブレインボックスの再結成には参加せずに、2024年現在に至るまで一貫してソロ活動を続けている。

## ディスコグラフィ

### スタジオ・アルバム
- 『タレント・フォー・セール』 - Talent for Sale (1968年)
- 『プロフィール』 - Profile (1972年)
- 『流浪の神殿』 - Tabernakel (1973年)
- 『寛ぎの時』 - Jan Akkerman (1977年)
- 『3』 - Jan Akkerman 3 (1979年)
- Oil In The Family (1980年)
- Pleasure Point (1982年)
- It Could Happen To You (1982年)
- Can't Stand Noise (1983年)
- From the Basement (1984年)
- 『ザ・ノイズ・オブ・アート』 - The Noise of Art (1990年)
- Puccini's Café (1993年)
- Blues Hearts (1994年)
- The Guitar Player (1996年)
- 『フォーカス・イン・タイム』 - Focus in Time (1996年)
- 『パッション』 - Passion (1999年)
- 『CU』 - C.U. (2003年)
- Jazzah (2009年)
- Fromage a Trois (2009年)
- Minor Details (2011年)
- North Sea Jazz (2013年)
- Close Beauty (2019年)

### ライブ・アルバム
- 『ライヴ』 - Live (1978年)
- Santa Barbara - Live in Kiel/Stuttgart (1981年) ※ヨアヒム・キューンとの連名
- Live at the Priory (1998年)
- 10,000 Clowns On A Rainy Day (1997年)
- Live at Alexander's (1999年)
- 『CU2』 - C.U.2 Live in Tokyo (2007年)
- Live in Concert - The Hague 2007 (2008年)

### コンピレーション・アルバム
- The Best of Jan Akkerman and Friends (1979年)
- The Complete Guitarist (1986年)
- Guitar Special (1991年)
- The Complete Jan Akkerman (2018年)[16]

### 共作アルバム
- 『エリ』 - Eli (1976年) ※カズ・ラックスとの連名
- Meditation (1977年) ※トニー・スコットとの連名
- 『アランフェス』 - Aranjuez (1978年) ※クラウス・オガーマンとの連名
- Transparental (1980年) ※カズ・ラックスとの連名
- 『青い旅路』 - Focus (1985年) ※タイス・ファン・レールとの連名
- Blues roots (1998年) ※カーティス・ナイトとの連名
- Thunder From the Blue Sky (2008年) ※ペロ・ステファノスキーおよびダミール・イメリとの連名

### ブレインボックス
- 『ブレインボックス』 - Brainbox (1969年）

### フォーカス
- 『イン・アンド・アウト・オブ・フォーカス』 - In and Out of Focus (1970年) ※蘭初回盤のタイトルは『Focus Plays Focus』
- 『ムーヴィング・ウェイヴス』 - Moving Waves (1971年) ※蘭初回盤のタイトルは『Focus II』
- 『フォーカスIII』 - Focus 3 (1972年)
- 『フォーカス・アット・ザ・レインボー』 - Focus at the Rainbow (1973年) ※ロンドン公演を収録したライブ・アルバム
- 『ハンバーガー・コンチェルト』 - Hamburger Concerto (1974年)
- 『マザー・フォーカス』 - Mother Focus (1975年)
- 『シップ・オブ・メモリーズ-美の魔術-』 - Ship of Memories (1976年) ※アッカーマン在籍時のアウトテイクを収録

### フォースフィールド
- 『ザ・タリスマン』 - The Talisman (1988年)
- 『トゥ・オズ・アンド・バック』 - To Oz and Back (1989年)